# (7019) Tagayuichan
(7019) Tagayuichan est un astéroïde de la ceinture principale.

## Description
(7019) Tagayuichan est un astéroïde de la ceinture principale. Il fut découvert le 8 mars 1992 à Dynic par Atsushi Sugie. Il présente une orbite caractérisée par un demi-grand axe de 2,37 UA, une excentricité de 0,16 et une inclinaison de 11,4° par rapport à l'écliptique.

## Nom
Taga yuichan est une jeune fille habillée avec des vêtements mortuaires, c'est la mascotte de la ville de Taga.

## Compléments